# Marcos Garcés
Marcos Garcés – ekwadorski zapaśnik walczący w obu stylach. Brązowy medalista igrzysk boliwaryjskich w 1985 roku.